# 巴拉盖尔
巴拉盖尔（法語：Balaguères，法語發音：[balaɡɛʁ]）是法国阿列日省的一个市镇，属于圣日龙区。

## 地理
巴拉盖尔（42°56'58"N, 1°2'37"E）面积17.84 平方千米，位于法国奧克西塔尼大區阿列日省，该省份为法国西南部内陆省份，西部和北部与上加龙省接壤，东临奥德省，东南至东比利牛斯省接壤，南与安道尔和西班牙接壤。
与巴拉盖尔接壤的市镇（或旧市镇、城区）包括：阿尔然、阿鲁、比藏、卡扎韦、塞斯科、昂戈梅、蒙戈克、穆利、维勒讷沃、于罗、弗朗卡扎勒。

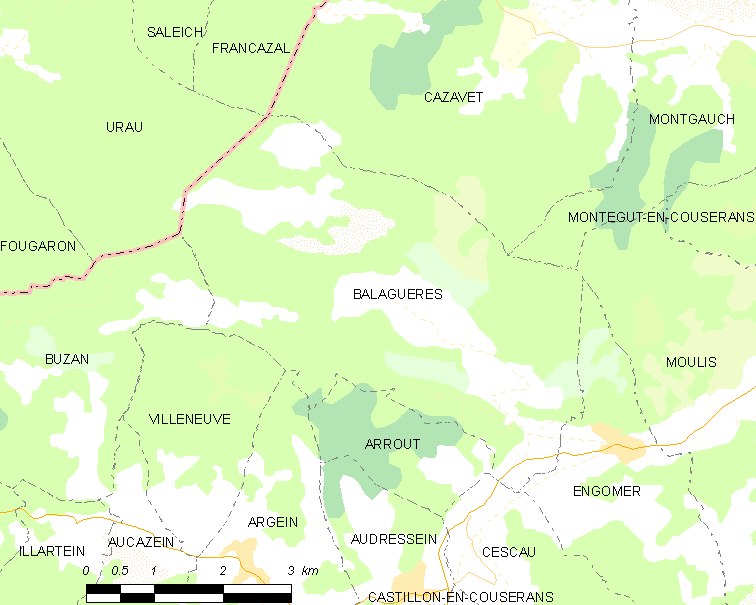
巴拉盖尔的OSM定位图

巴拉盖尔的时区为UTC+01:00、UTC+02:00（夏令时）。

## 行政
巴拉盖尔的邮政编码为09800，INSEE市镇编码为09035。

## 政治
巴拉盖尔所属的省级选区为库斯朗西县。

## 人口

1962-2008年间巴拉盖尔人口变化图示

巴拉盖尔于2022年1月1日时的人口数量为197人。